# Avenue Béranger
 (mars 2025).
Motif : où sont les sources secondaires centrées démontrant la notoriété du sujet ?
- Archive Wikiwix
- Bing
- Cairn
- DuckDuckGo
- E. Universalis
- Gallica
- Google
- G. Books
- G. News
- G. Scholar
- Persée
- Qwant
- (zh) Baidu
- (ru) Yandex
- (wd) trouver des œuvres sur Wikidata

| 1. | Préciser le motif de la pose du bandeau. | Précisez le motif de la pose du bandeau en utilisant la syntaxe suivante : {{admissibilité à vérifier\|date=mars 2025\|motif=remplacez ce texte par le motif}}                       |
| 2. | Informer les utilisateurs concernés.     | Pensez à avertir le créateur de l'article, par exemple, en insérant le code ci-dessous sur sa page de discussion : {{subst:avertissement admissibilité à vérifier\|Avenue Béranger}} |

L'avenue Béranger est une avenue située dans le quartier du Moutier à Thiers dans le département du Puy-de-Dôme en région Auvergne-Rhône-Alpes. Continuée par l'avenue Philippe-Dufour, elle relie la ville basse de Thiers à la ville haute, mais ne doit pas être confondue avec la voie plus moderne et moins pentue qui est aujourd'hui l'itinéraire principal pour assurer cette liaison (avenue des États-Unis et rue Camille-Joubert).

## Situation et accès
Avec l'avenue Philippe-Dufour, sa continuation en partie haute, la voie, très pentue (11,4%), relie la ville basse à la ville haute de Thiers.
Elle commence au pont du Navire (sur la Durolle) et monte de manière quasi-rectiligne selon un axe sud-ouest - nord-est jusqu'à un carrefour occupé actuellement par un rond-point ; à cet endroit, elle est continuée à droite par l'avenue Philippe-Dufour qui monte selon un axe nord-ouest - sud-est jusqu'à la vieille ville.

## Description
Elle est l'une des voies publiques les plus empruntées de la ville.
L'avenue offre aux habitants un large choix de commerces et de services, allant d'une épicerie à une école publique (le groupe scolaire du Moutier).

## Origine du nom
Dans l'atlas de 1768, la voie apparaît sous l'appellation de Grand chemin de Thiers au Moutier et au pont de Gironde ; sur le plan cadastral de 1836, elle est désignée comme la rue des Chemins-Neufs ; ce nom est encore couramment utilisé par la population locale au XXe siècle.

## Historique
La voie a été créée au début du XVIIIe siècle pour doubler, plus au nord-ouest, l'ancienne route de Clermont à Lyon, trop escarpée dans la montée vers la ville haute de Thiers, qui passait par l'actuelle rue Rouget-de-L'Isle (anciennement le Pavé). La nouvelle voie, un peu plus facile à monter, devient alors une portion de la route royale de Clermont à Lyon.
Elle s'est surtout développée à la fin du XIXe siècle et au début du XXe siècle. Dans les années 1960, un grand ensemble de logements dit "HLM" a été construit à mi-hauteur de l'avenue.